# Tillé (Oise)
Pour les articles homonymes, voir Tillé.
Tillé [tije] est une commune française située dans le département de l'Oise, en région Hauts-de-France.

## Géographie

### Localisation
La commune de Tillé est située à l'ouest de la région Picardie.
Tillé est un village situé à 4 kilomètres au nord de la ville de Beauvais, proche de grands axes tels que la départementale 1001 (ex-RN 1), ou encore de l'autoroute A16 reliant Paris à Calais.
Il est marqué par la présence sur son territoire de l'aéroport de Beauvais-Tillé.

### Communes limitrophes
| Troissereux | Verderel-lès-Sauqueuse | Guignecourt |
|             | Tillé                  | Bonlier     |
| Beauvais    | Therdonne              | Nivillers   |

### Hydrographie

#### Réseau hydrographique
La commune est située dans le bassin Seine-Normandie. Elle est drainée par la Liovette,.

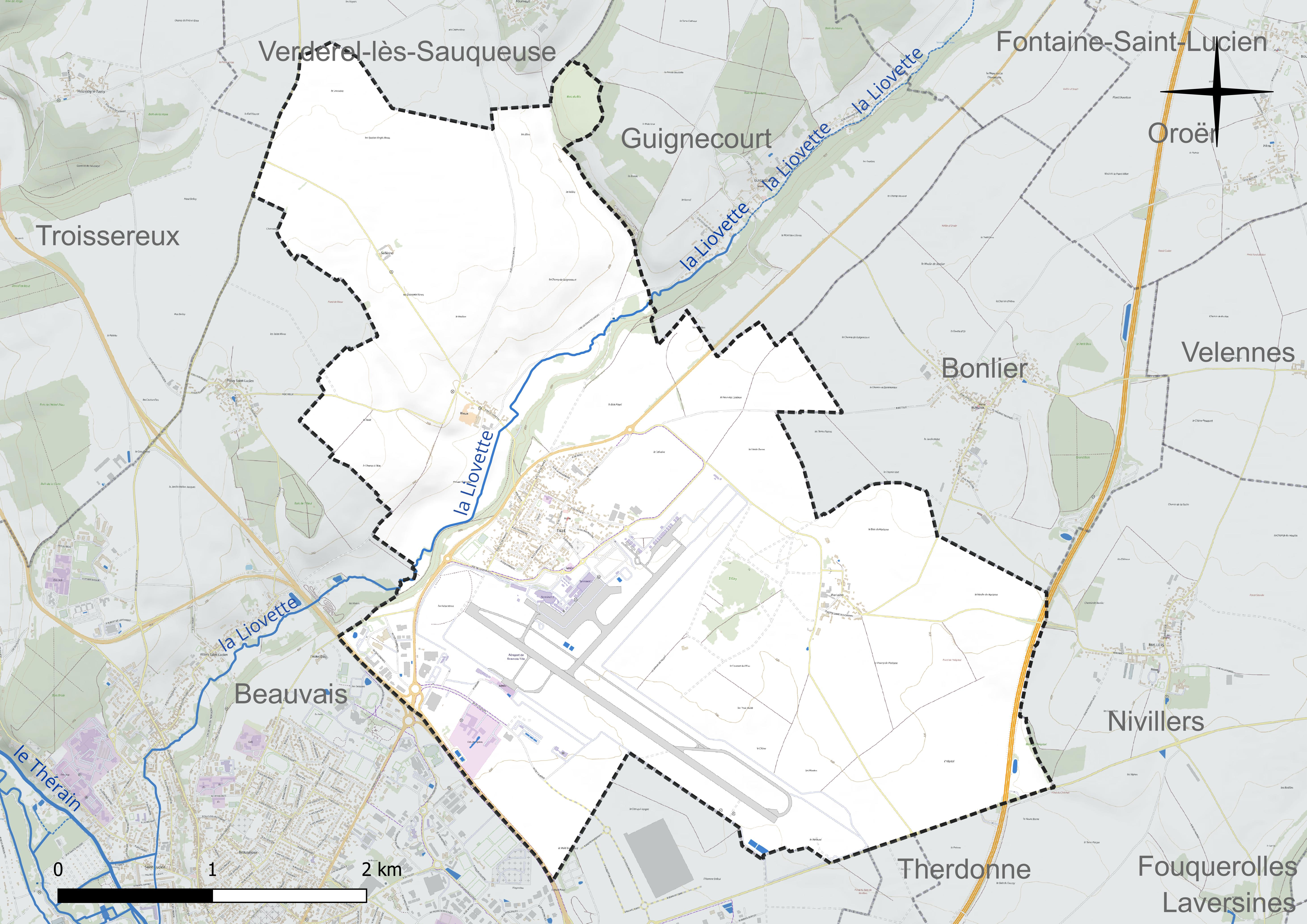
Réseau hydrographique de Tillé.

#### Gestion et qualité des eaux
Le territoire communal est couvert par le schéma d'aménagement et de gestion des eaux (SAGE) « Sensée ». Ce document de planification concerne un territoire de 1 219 km2 de superficie, délimité par le bassin versant du Thérain. Le périmètre a été arrêté le 27 janvier 2023 et le SAGE proprement dit est, en 2024, en cours d'élaboration. La structure porteuse de l'élaboration et de la mise en œuvre est le syndicat intercommunal de la Vallée du Thérain (SIVT). 
La qualité des cours d'eau peut être consultée sur un site dédié géré par les agences de l'eau et l'Agence française pour la biodiversité. 

### Climat
Le climat qui caractérise la commune est qualifié, en 2010, de « climat océanique dégradé des plaines du Centre et du Nord », selon la typologie des climats de la France qui compte alors huit grands types de climats en métropole. En 2020, la commune ressort du type « climat océanique altéré » dans la classification établie par Météo-France, qui ne compte désormais, en première approche, que cinq grands types de climats en métropole. Il s'agit d'une zone de transition entre le climat océanique, le climat de montagne et le climat semi-continental. Les écarts de température entre hiver et été augmentent avec l'éloignement de la mer. La pluviométrie est plus faible qu'en bord de mer, sauf aux abords des reliefs.
Les paramètres climatiques qui ont permis d'établir la typologie de 2010 comportent six variables pour les températures et huit pour les précipitations, dont les valeurs correspondent à la normale 1971-2000. Les sept principales variables caractérisant la commune sont présentées dans l'encadré ci-après.
| Paramètres climatiques communaux sur la période 1971-2000 - Moyenne annuelle de température : 10,4 °C - Nombre de jours avec une température inférieure à −5 °C : 3,1 j - Nombre de jours avec une température supérieure à 30 °C : 2,9 j - Amplitude thermique annuelle : 14,3 °C - Cumuls annuels de précipitation : 728 mm - Nombre de jours de précipitation en janvier : 11,7 j - Nombre de jours de précipitation en juillet : 8,3 j |

Avec le changement climatique, ces variables ont évolué. Une étude réalisée en 2014 par la Direction générale de l'Énergie et du Climat complétée par des études régionales prévoit en effet que la  température moyenne devrait croître et la pluviométrie moyenne baisser, avec toutefois de fortes variations régionales. La station météorologique de Météo-France installée sur la commune et mise en service en 1944 permet de connaître en continu l'évolution des indicateurs météorologiques. Le tableau détaillé pour la période 1981-2010 est présenté ci-après.
La température moyenne annuelle évolue de 10,4 °C pour la période 1971-2000 à 10,6 °C pour 1981-2010, puis à 11,1 °C pour 1991-2020. 
| Mois                                  | jan.             | fév.             | mars           | avril           | mai             | juin           | jui.           | août           | sep.            | oct.          | nov.             | déc.             | année      |
| ------------------------------------- | ---------------- | ---------------- | -------------- | --------------- | --------------- | -------------- | -------------- | -------------- | --------------- | ------------- | ---------------- | ---------------- | ---------- |
| Température minimale moyenne (°C)     | 1                | 0,9              | 3              | 4,5             | 8               | 10,8           | 12,9           | 12,8           | 10,2            | 7,6           | 3,9              | 1,5              | 6,5        |
| Température moyenne (°C)              | 3,6              | 4,1              | 7,1            | 9,4             | 13,1            | 16             | 18,4           | 18,3           | 15,2            | 11,5          | 7                | 4                | 10,7       |
| Température maximale moyenne (°C)     | 6,3              | 7,3              | 11,1           | 14,3            | 18,2            | 21,2           | 23,9           | 23,9           | 20,2            | 15,5          | 10,1             | 6,6              | 14,9       |
| Record de froid (°C) date du record   | −19,7 28.01.1954 | −16,8 14.02.1956 | −12,1 13.03.13 | −6,9 06.04.21   | −2,4 03.05.21   | 1,2 05.06.1991 | 3,6 08.07.1954 | 3,9 28.08.1974 | −0,5 20.09.1952 | −5 28.10.03   | −10,9 25.11.1956 | −15,7 21.12.1946 | −19,7 1954 |
| Record de chaleur (°C) date du record | 15,6 27.01.03    | 20,4 24.02.1990  | 24,8 31.03.21  | 28,4 18.04.1949 | 31,2 25.05.1953 | 36,9 27.06.11  | 41,6 25.07.19  | 39 06.08.03    | 34,8 15.09.20   | 28,2 01.10.11 | 20,2 01.11.14    | 17 07.12.00      | 41,6 2019  |
| Ensoleillement (h)                    | 65,2             | 76,7             | 124            | 171,5           | 198,9           | 211,8          | 217,4          | 210,1          | 162             | 112,2         | 66,9             | 52,6             | 1 669,4    |
| Précipitations (mm)                   | 57,5             | 45,5             | 53,4           | 48,6            | 58,9            | 57,1           | 54             | 51,7           | 54,2            | 63,8          | 56,1             | 68,6             | 669,4      |

## Urbanisme

### Typologie
Au 1er janvier 2024, Tillé est catégorisée bourg rural, selon la nouvelle grille communale de densité à sept niveaux définie par l'Insee en 2022.
Elle appartient à l'unité urbaine de Beauvais, une agglomération intra-départementale regroupant quatre  communes, dont elle est une commune de la banlieue,,. Par ailleurs la commune fait partie de l'aire d'attraction de Beauvais, dont elle est une commune de la couronne,. Cette aire, qui regroupe 162 communes, est catégorisée dans les aires de 50 000 à moins de 200 000 habitants,.

### Occupation des sols
L'occupation des sols de la commune, telle qu'elle ressort de la base de données européenne d'occupation biophysique des sols Corine Land Cover (CLC), est marquée par l'importance des territoires agricoles (73,9 % en 2018), en diminution par rapport à 1990 (75,8 %). La répartition détaillée en 2018 est la suivante : terres arables (71,9 %), zones industrielles ou commerciales et réseaux de communication (18,1 %), zones urbanisées (3,8 %), forêts (3,2 %), zones agricoles hétérogènes (2 %), espaces verts artificialisés, non agricoles (1 %). L'évolution de l'occupation des sols de la commune et de ses infrastructures peut être observée sur les différentes représentations cartographiques du territoire : la carte de Cassini (XVIIIe siècle), la carte d'état-major (1820-1866) et les cartes ou photos aériennes de l'IGN pour la période actuelle (1950 à aujourd'hui).

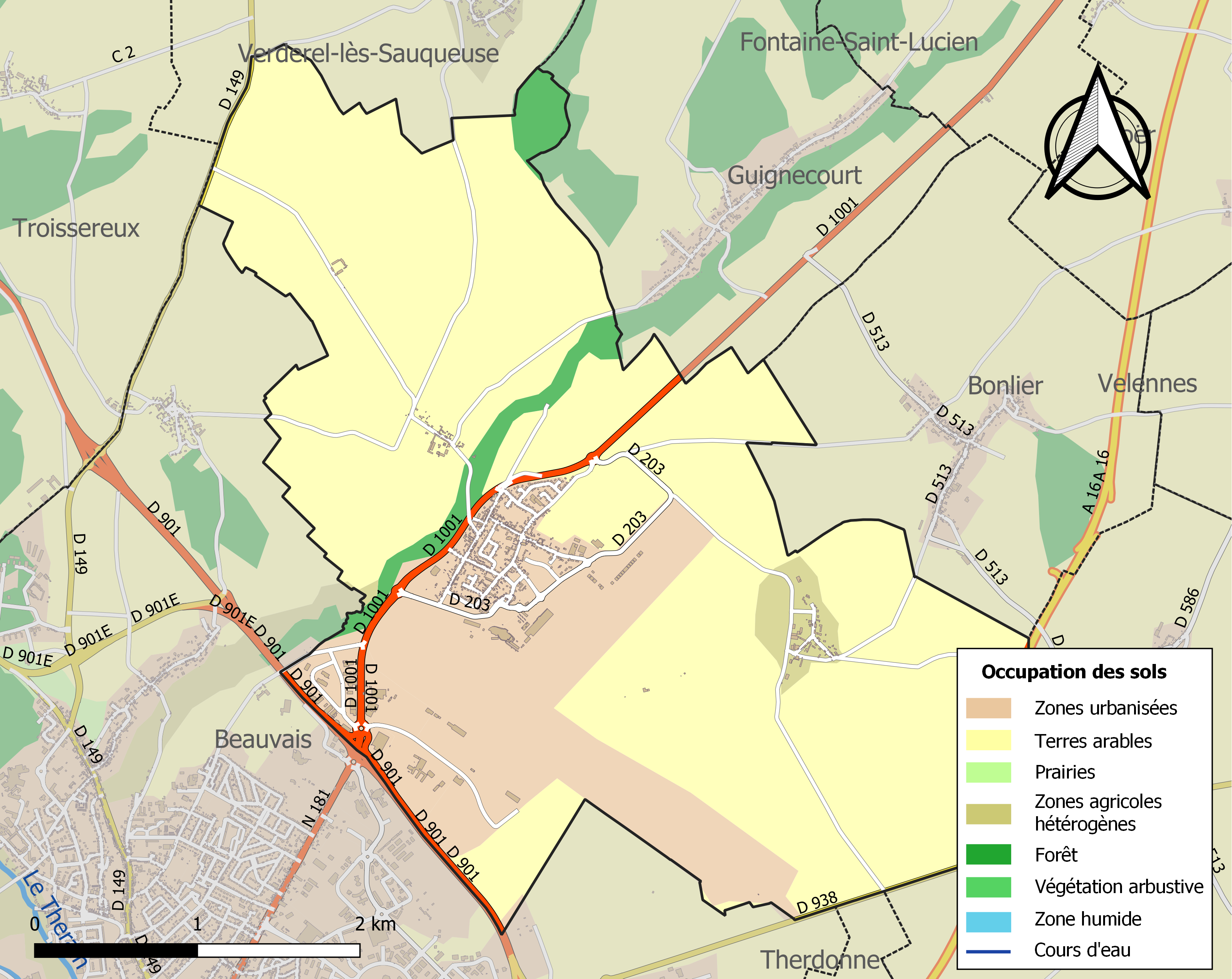
Carte des infrastructures et de l'occupation des sols de la commune en 2018 (CLC).

### Voies de communication et transports
Tillé est, tout comme Beauvais, desservie par la ligne 6, la Navette Express Hôtels et des lignes scolaires du réseau Corolis. La commune est également desservie, en 2023, par les lignes 601, 613, 619 et 6140 du réseau interurbain de l'Oise.

## Toponymie
Pour Tillé, du latin Tilia, qui signifie Tilleul, on trouve écrites les variantes Tilleum en 1170, Tilleel en  1182, Tilliel en 1224, Tillel en 1229, Tilliet en 1350, Thilleul pres Beauvais en 1540

## Histoire
- Un site néolithique a été constaté à Tillé.
- Le village se trouve au croisement des anciennes voies romaines Amiens - Beauvais et Beauvais - Paillart.
- Il fut saccagé par le duc de Bourgogne Charles le Téméraire en 1472 après le siège de Beauvais et presque totalement anéanti par un incendie en 1825[21].
- Un château existait à Tillé, démoli en 1774[21].

Première Guerre mondiale
- L'aéroport est créé lors de la Première Guerre mondiale par l'armée française et dispose, en 1918, de 71 tentes pour avions[22]. Il a sans doute servi lors de la bataille d'Amiens en 1918.

Entre-deux-guerres
Le terrain d'aviation sert aux besoins de l'aviation civile et est un aérodrome de secours pour l'aéronautique marchande sur la ligne Le Bourget – Londres. En 1935, cet aéroport dispose d'équipements importants pour l'époque, avec une aire d'atterrissage de 500 x 500 m, un phare aérien de rappel, un balisage nocturne, une installation radio associée à une station de radiogoniométrie, des logements et trois hangars.
Seconde Guerre mondiale
Le terrain sert à nouveau aux besoins de l'aviation militaire française pendant la Drôle de guerre et la Bataille de France, du  27 août 1939  au  20 mai 1940.
Après l'armistice du 22 juin 1940, il est utilisé par la Luftwaffe de septembre 1940 à juin 1942 comme   « Flugplatz Beauvais – Tillé »  sous le n° de code 501, et de juillet 1942 à juin 1944 sous le n° 252. Ses installations ont été accrues et il dispose de 2 pistes de 1 665 m chacune, bétonnées, balisées, dotées de rampes d'approche Lorenz et de moyens d'arrivée par mauvais temps, 44 abris pour avions.... Cela amène l'aviation alliée à bombarder fréquemment les installations de Tillé à  partir  de  septembre  1943.
À la Libération le terrain est répertorié par les Alliés sous une première appellation B-42 pour des escadrilles britanniques, et, à leur départ, il reçoit la deuxième appellation A-61 et abrite le 322e Bombing Group, sur Martin B-26 Marauder, du 29 septembre 1944 au 31 mars 1945. Il est également utilisé pour le stockage des planeurs d'assaut et de leurs avopns-tracteurs, des Consolidated B-24 Liberator.
Tillé est l'une des 28 communes du département de l'Oise à avoir été décorées de la Croix de guerre 1939-1945 le 11 novembre 1948.

## Politique et administration

### Rattachements administratifs et électoraux
La commune se trouve dans l'arrondissement de Beauvais du département de l'Oise. Pour l'élection des députés, elle fait partie depuis 1988 de la première circonscription de l'Oise.
Après avoir été de 1793 à 1802 le chef-lieu d'un fugace canton de Tillé, elle faisait partie depuis 1802 du canton de Nivillers. Dans le cadre du redécoupage cantonal de 2014 en France, Tillé est désormais intégrée au canton de Mouy.

### Intercommunalité
Tillé était membre de la communauté de communes rurales du Beauvaisis créée fin 1997.
Il l'a quitté pour intégrer en 2004 la communauté d'agglomération du Beauvaisis qui se constituait et dont Tillé est désormais membre.

### Liste des maires
| Période                                  | Période                      | Identité         | Étiquette | Qualité |
| ---------------------------------------- | ---------------------------- | ---------------- | --------- | --- |
| Les données manquantes sont à compléter. |                              |                  |           | |
| 1999                                     | mars 2020                    | Bruno Marchetti  |           | Ingénieur BTP en retraite Vice-président de la CA du Beauvaisis (2017 → 2020)                                                   |
| juillet 2020,                            | En cours (au 9 juillet 2020) | Catherine Martin | SE        | Collaboratrice parlementaire du sénateur Olivier Paccaud Collaboratrice du groupe « Les Républicains » au conseil départemental |

### Distinctions et labels
Ville fleurie : une fleur attribuée en 2007 par le Conseil des Villes et Villages Fleuris de France au Concours des villes et villages fleuris.

## Population et société

### Démographie

#### Évolution démographique
L'évolution du nombre d'habitants est connue à travers les recensements de la population effectués dans la commune depuis 1793. Pour les communes de moins de 10 000 habitants, une enquête de recensement portant sur toute la population est réalisée tous les cinq ans, les populations de référence des années intermédiaires étant quant à elles estimées par interpolation ou extrapolation. Pour la commune, le premier recensement exhaustif entrant dans le cadre du nouveau dispositif a été réalisé en 2004.

En 2022, la commune comptait 1 294 habitants, en évolution de +15,74 % par rapport à 2016 (Oise : +0,87 %, France hors Mayotte : +2,11 %).
| 1793 | 1800 | 1806 | 1821 | 1831 | 1836 | 1841 | 1846 | 1851 |
| ---- | ---- | ---- | ---- | ---- | ---- | ---- | ---- | ---- |
| 672  | 637  | 672  | 693  | 674  | 697  | 667  | 663  | 665  |

| 1856 | 1861 | 1866 | 1872 | 1876 | 1881 | 1886 | 1891 | 1896 |
| ---- | ---- | ---- | ---- | ---- | ---- | ---- | ---- | ---- |
| 632  | 632  | 591  | 593  | 578  | 565  | 606  | 647  | 645  |

| 1901 | 1906 | 1911 | 1921 | 1926 | 1931 | 1936 | 1946 | 1954 |
| ---- | ---- | ---- | ---- | ---- | ---- | ---- | ---- | ---- |
| 604  | 631  | 610  | 585  | 644  | 606  | 557  | 304  | 549  |

| 1962 | 1968 | 1975  | 1982  | 1990  | 1999  | 2004  | 2006  | 2009  |
| ---- | ---- | ----- | ----- | ----- | ----- | ----- | ----- | ----- |
| 837  | 877  | 1 011 | 1 144 | 1 129 | 1 074 | 1 044 | 1 041 | 1 089 |

| 2014  | 2019  | 2022  | - | - | - | - | - | - |
| ----- | ----- | ----- | - | - | - | - | - | - |
| 1 080 | 1 234 | 1 294 | - | - | - | - | - | - |

#### Pyramide des âges
La population de la commune est relativement jeune.
En 2018, le taux de personnes d'un âge inférieur à 30 ans s'élève à 35,6 %, soit en dessous de la moyenne départementale (37,3 %). À l'inverse, le taux de personnes d'âge supérieur à 60 ans est de 27,8 % la même année, alors qu'il est de 22,8 % au niveau départemental.
En 2018, la commune comptait 586 hommes pour 615 femmes, soit un taux de 51,21 % de femmes, légèrement supérieur au taux départemental (51,11 %).
Les pyramides des âges de la commune et du département s'établissent comme suit.
| Hommes | Classe d’âge | Femmes |
| ------ | ------------ | ------ |
| 0,0    | 90 ou +      | 0,8    |
| 8,0    | 75-89 ans    | 8,7    |
| 18,8   | 60-74 ans    | 19,3   |
| 20,6   | 45-59 ans    | 19,8   |
| 14,0   | 30-44 ans    | 18,8   |
| 19,3   | 15-29 ans    | 15,3   |
| 19,4   | 0-14 ans     | 17,2   |

| Hommes | Classe d’âge | Femmes |
| ------ | ------------ | ------ |
| 0,5    | 90 ou +      | 1,4    |
| 5,5    | 75-89 ans    | 7,6    |
| 15,6   | 60-74 ans    | 16,3   |
| 20,8   | 45-59 ans    | 20     |
| 19,4   | 30-44 ans    | 19,4   |
| 17,6   | 15-29 ans    | 16,2   |
| 20,6   | 0-14 ans     | 19,1   |

## Principaux équipements
La commune accueille l'aéroport de Beauvais-Tillé.
Elle est en regroupement pédagogique intercommunal avec Maisoncelle-Saint-Pierre et Guignecourt.

## Économie
La majeure partie de l'emprise de l'aéroport de Beauvais-Tillé (avec l'aérogare et plupart des installations) est sur le territoire de la commune de Tillé ; seule l'extrémité sud-est de la piste principale est sur celui de la commune limitrophe de Beauvais.
L'entreprise Isagri est implantée à Tillé. Elle emploie plus de 1 400 salariés, dont 600 sur la commune en 2016, et est spécialisée dans la conception et la vente de logiciels dédiés aux exploitations agricoles.

## Culture locale et patrimoine

### Lieux et monuments

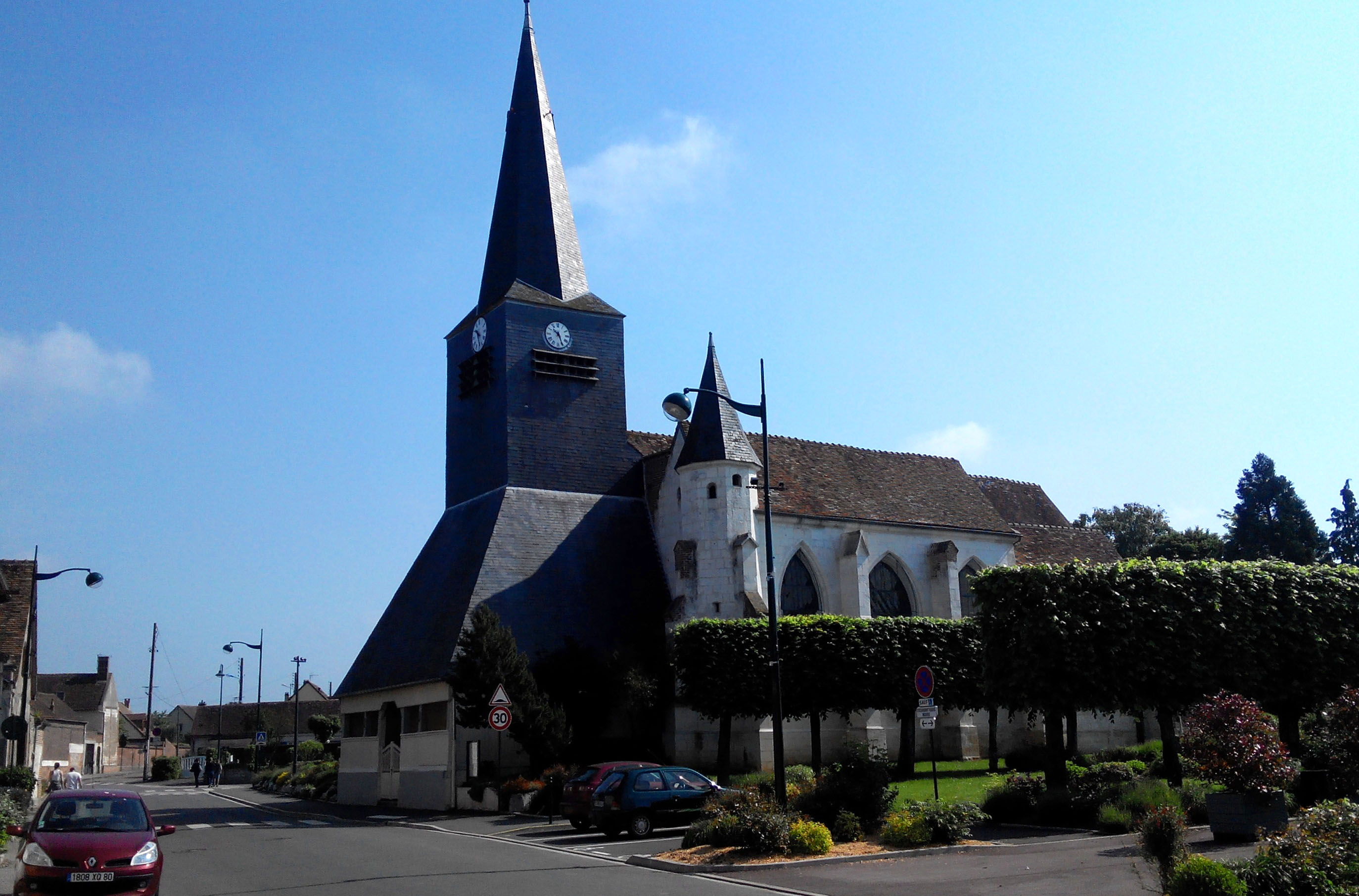
L'église.

- Église romane carrée avec chœur circulaire du XIe siècle, ressemblant à la Basse-Œuvre de Beauvais, remaniée au XVIe siècle avec un chœur de 1550 et une nef du XIIe siècle. C'est un des rares bâtiments de Tillé à ne pas avoir subi les dommages de la guerre[39].

### Personnalités liées à la commune
- François Beauvy, écrivain, nouvelliste, essayiste, lexicographe, docteur en langue et littérature françaises de l'université Paris-Nanterre, habite la commune[40].

### Héraldique
| Armes de Tillé | Les armes de Tillé se blasonnent ainsi : bandé d'or et de gueules de six pièces, la première bande d'or chargée d'un lion de sable. |